# Adele Gambaro
Adele Gambaro (Genova, 24 luglio 1964) è una politica italiana.

## Biografia
Nasce a Genova il 24 luglio del 1964. Nel 1988 si è laureata in scienze politiche all'Università di Ginevra e ha conseguito un master di primo livello in diritto dell'Unione Europea al Centre universitaire d'études des Communautés européennes di Parigi.
Per oltre dieci anni si è occupata di consulenza e assistenza tecnica a favore di piccole e medie imprese.
Nel passato ha inoltre lavorato come consulente d'azienda su temi riguardanti l'Unione europea, nella Federazione Nazionale Commercianti Prodotti per l'Agricoltura di Bologna, e per Confindustria di Milano.

### Elezione a senatore
Alle elezioni politiche del 2013 viene eletta al Senato della Repubblica, nelle liste del Movimento 5 Stelle nella circoscrizione Emilia-Romagna. È stata Segretaria della 3ª Commissione permanente (Affari esteri, emigrazione).

#### L'espulsione dal Movimento 5 Stelle
Il 19 giugno Adele Gambaro viene espulsa per effetto di una votazione via internet tra gli iscritti.
L'espulsione, motivata ufficialmente per aver diffamato il M5S, è stata interpretata come conseguenza delle critiche da lei mosse alla strategia comunicativa di Beppe Grillo e il 24 giugno entra ufficialmente nel Gruppo misto del Senato.
Il 2 ottobre, insieme ai colleghi senatori ex M5S Fabiola Anitori, Paola De Pin e Marino Mastrangeli, vota la fiducia al Governo Letta.
Il 10 ottobre 2013, assieme alle ex senatrici del Movimento 5 Stelle Fabiola Anitori e Paola De Pin (insieme al deputato Adriano Zaccagnini alla Camera), ha dato vita alla componente del gruppo misto Gruppo Azione Partecipazione Popolare (GAPP), che ha sostenuto il Governo Letta e per un po' Governo Renzi, parte del Gruppo misto.
Il 15 maggio 2014 lascia la componente GAPP insieme a Paola De Pin per aderire alla componente del gruppo misto Italia Lavori in Corso (ILIC), già formata dai 4 senatori espulsi, capeggiati da Luis Alberto Orellana: Lorenzo Battista, Francesco Campanella e Fabrizio Bocchino a cui si aggiungono le senatrici dimissionarie per protesta Alessandra Bencini e Monica Casaletto (che invece non aderiscono al Movimento X degli altri senatori ex 5 stelle dimissionari).
Il 10 luglio 2014, infine, torna tra le file dei non iscritti del gruppo misto.
Dal 26 giugno 2013 è parte della delegazione parlamentare italiana al Consiglio d'Europa in ambito Cultura.
Il 20 gennaio 2016, dopo giorni di indecisione, aderisce al gruppo Alleanza Liberalpopolare-Autonomie guidato da Denis Verdini, che si colloca nell'area del centro-destra, ma che appoggia le riforme costituzionali e sui diritti civili del Governo Renzi.